# Piz Zupò
Piz Zupò (it: Pizzo Zupò) är en bergstopp i Schweiz (kantonen Graubünden) och Italien (provinsen Sondrio, regionen Lombardiet). Toppen på Piz Zupò är 3 995 meter över havet, eller 398 meter över den omgivande terrängen. Bredden vid basen är 4,5 km. Piz Zupò ingår i Bernina.